# Verwaltungsgemeinschaft Offingen
Die Verwaltungsgemeinschaft Offingen liegt im schwäbischen Landkreis Günzburg und wird von folgenden Gemeinden gebildet:
1. Gundremmingen, 1394 Einwohner, 10,84 km²
2. Offingen, Markt, 4429 Einwohner, 14,91 km²
3. Rettenbach, 1726 Einwohner, 12,75 km²

Sitz der Verwaltungsgemeinschaft ist Offingen.